# Кормо ле Гран
Кормо ле Гран (фр. Cormot-le-Grand) насеље је и општина у источном делу централне Француске у региону Бургоња, у департману Златна обала која припада префектури Бон.
По подацима из 2011. године у општини је живело 148 становника, а густина насељености је износила 25,17 становника/km². Општина се простире на површини од 5,88 km². Налази се на средњој надморској висини од 360 метара (максималној 545 m, а минималној 337 m).

## Демографија
| 1962. | 1968. | 1975. | 1982. | 1990. | 1999. | 2011. |
| ----- | ----- | ----- | ----- | ----- | ----- | ----- |
| 109   | 132   | 142   | 129   | 149   | 146   | 148   |

График промене броја становника у току последњих година